# Губин (Тернопольская область)
Губин (укр. Губин) — село в Золотопотокской поселковой общине Чортковского района Тернопольской области Украины.
До 2020 года входило в Бучачский район.
Код КОАТУУ — 6121283803. Население по переписи 2001 года составляло 210 человек.

## Географическое положение
Село Губин находится на левом берегу реки Днестр,
выше по течению на расстоянии в 0,5 км расположено село Николаевка.
По другую сторону города протекает река Стрыпа, ниже по течению впадающая в Днестр.

## История
- 1560 год — первое упоминание о селе.

## Объекты социальной сферы
- Школа I ст.
- Клуб.
- Фельдшерско-акушерский пункт.